# Giải của Hiệp hội phê bình phim Los Angeles cho phim tài liệu hay nhất
Giải của Hiệp hội phê bình phim Los Angeles cho phim tài liệu hay nhất là một giải của Hiệp hội phê bình phim Los Angeles dành cho phim tài liệu được bầu chọn là hay nhất trong năm. Giải này được lập từ năm 1988.

## Các phim đoạt giải

### Thập niên 1980
| Năm  | Phim           | Đạo diễn      |
| ---- | -------------- | ------------- |
| 1988 | Hôtel Terminus | Marcel Ophüls |
| 1989 | Roger & Me     | Michael Moore |

## Thập niên 1990
| Năm  | Phim                    | Đạo diễn                      |
| ---- | ----------------------- | ----------------------------- |
| 1990 | Paris Is Burning        | Jennie Livingston             |
| 1991 | American Dream          | Barbara Kopple                |
| 1992 | Black Harvest           | Robin Anderson & Bob Connolly |
| 1993 | It's All True           | Bill Krohn & Myron Meisel     |
| 1994 | Hoop Dreams             | Steve James                   |
| 1995 | Crumb                   | Terry Zwigoff                 |
| 1996 | When We Were Kings      | Leon Gast                     |
| 1997 | Riding the Rails        | Lexy Lovell & Michael Uys     |
| 1998 | The Farm: Angola, USA   | Liz Garbus &Wilbert Rideau    |
| 1999 | Buena Vista Social Club | Wim Wenders                   |

## Thập niên 2000
| Năm  | Phim                                             | Đạo diễn                     |
| ---- | ------------------------------------------------ | ---------------------------- |
| 2000 | Dark Days                                        | Marc Singer                  |
| 2001 | The Gleaners and I (Les Glaneurs et la glaneuse) | Agnès Varda                  |
| 2002 | The Cockettes                                    | Billy Weber & David Weissman |
| 2003 | The Fog of War                                   | Errol Morris                 |
| 2004 | Born into Brothels                               | Zana Briski & Ross Kauffman  |
| 2005 | Grizzly Man                                      | Werner Herzog                |
| 2006 | An Inconvenient Truth                            | Davis Guggenheim             |
| 2007 | No End in Sight                                  | Charles Ferguson             |
| 2008 | Man on Wire                                      | James Marsh                  |